# Montesquieu
Charles-Louis de Secondat, Baron de La Brède et de Montesquieu, thường gọi ngắn gọn là Montesquieu (tiếng Pháp: [mɔ̃tɛskjø]; 18 tháng 1 năm 1689 tại Bordeaux – 10 tháng 2 năm 1755 tại Paris), là một luật sư, nhà xã hội học, nhà văn và triết gia Pháp sống trong thời đại Khai sáng. Ông nổi tiếng với lý thuyết tam quyền phân lập.
Tác phẩm Tinh thần pháp luật ra đời vào năm 1748 nhưng bị cấm lưu hành không lâu sau đó, là một trong những tác phẩm chính trị có ảnh hưởng nhất lịch sử cận đại. Tinh thần pháp luật là cơ sở cho nhiều văn bản quan trọng tới tận ngày nay, trong đó có Tuyên ngôn Nhân quyền và Dân quyền, Hiến pháp Hoa Kỳ,...

## Cuộc đời Montesquieu
Sau khi tốt nghiệp chủng viện ông cưới Jeanne de Latrigue một giáo đồ Calvin khi ông mới 26 tuổi. Năm sau ông thừa kế tước hiệu Nam tước xứ Montesquieu và Chủ tịch Hội đồng Bordeaux. Ông bắt đầu được biết đến với tác phẩm Lettres persanes (Những lá thư của người Ba Tư, 1721), một tác phẩm chỉ trích xã hội đương thời dưới hình thức thư gửi của một người phương Đông đến thăm Paris. Ông xuất bản tiếp theo cuốn Considérations sur les causes de la grandeur des Romains et de leur décadence (Cân nhắc về các nguyên nhân của sự vĩ đại và sự diệt vong của La Mã, 1734). Cuốn De l'Esprit des Lois (Tinh thần Pháp luật) được xuất bản vô danh vào năm 1748 và nhanh chóng có nhiều ảnh hưởng không chỉ riêng nước Pháp. Bên cạnh việc quan tâm đến chính trị và xã hội ông còn đi nhiều nước châu Âu như Áo, Hungary và dành sống một thời gian tại Ý và Vương quốc Anh trước khi trở về Pháp. Thị lực ông giảm sút nhanh chóng những năm cuối đời và ông hoàn toàn mù hắn trước khi mất vì sốt cao năm 1755. Ông được chôn cất tại Paris, Pháp.

## Sự nghiệp
Các tác phẩm của Montesquieu phân chia xã hội Pháp thành ba tầng lớp: vua chúa, quý tộc và dân thường. Ông cũng quan sát thấy có hai loại quyền lực nhà nước là chuyên chế và hành chính. Quyền lực của nhà nước hành chính được chia thành lập pháp, hành pháp và tư pháp. Các quyền này được phân lập và phụ thuộc vào nhau để ảnh hưởng sao cho không một quyền nào có thể vượt quá hai quyền còn lại và ba quyền này được giao cho ba cơ quan khác nhau nắm giữ. Đây là quan điểm cấp tiến vì đã hoàn toàn loại bỏ ba đẳng cấp thời bấy giờ là tăng lữ, quý tộc và những người dân còn lại được gọi là Đẳng cấp thứ ba, tức là đã loại bỏ tàn tích của chế độ phong kiến. Tương tự ông cũng thấy có ba dạng nhà nước tồn tại dựa trên ba "nguyên tắc" xã hội là quân chủ (chính quyền được tự do do một người đứng đầu được thừa kế tức là vua hay nữ hoàng) dựa trên nguyên tắc danh dự; cộng hòa (chính quyền được tự do do người đứng đầu được bầu ra lãnh đạo) dựa trên nguyên tắc đức hạnh; và độc tài (chính quyền bị kiểm soát bởi các nhà độc tài) dựa trên nỗi sợ hãi. Ông cũng cho rằng thể chế chính quyền tốt nhất là quân chủ mà điển hình là nước Anh, ông dành bốn chương trong cuốn Tinh thần Pháp luật để bàn về nước Anh, nơi có nhà nước tự do ôn hòa, được duy trì bởi cán cân những quyền lực. Montesquieu lo rằng ở Pháp, giai cấp quyền lực trung gian (ví dụ như quý tộc) để điều hòa quyền lực của nhà vua, đang bị suy yếu.
Tư tưởng của ông được nhà vua nước Phổ là Friedrich II Đại Đế (trị quốc: 1740 - 1786) áp dụng, rằng pháp luật thống trị một nền quân chủ chân chính và bản thân nhà vua cũng phải tuân thủ. Vị minh quân này đam mê vô số tác phẩm, trong số đó có cả những tác phẩm của Montesquieu. Không những thế, ông còn ảnh hưởng lớn lao đến một vị minh quân khác - đó là nhà vua Gustav III nước Thụy Điển (trị quốc: 1772 - 1790). Cũng như nhiều người đương thời, Montesquieu còn có nhiều quan điểm gây tranh cãi. Trong khi ông cho rằng phụ nữ có thể lãnh đạo chính quyền thì ông lại tin rằng họ sẽ lãnh đạo không hiệu quả bằng việc họ đứng đầu gia đình. Ông tin tưởng vào vai trò của quý tộc và quyền trưởng nam. Quan điểm của ông đã bị những người theo chủ nghĩa xét lại lạm dụng, ví dụ như, dù Montesquieu là một người đi trước thời đại trong việc phản đối chế độ nô lệ nhưng ông lại bị trích dẫn trong các văn bản là ông ủng hộ điều đó.
Trong cuốn Tinh thần Pháp luật ông cho rằng khí hậu có ảnh hưởng đến bản chất con người và xã hội và có những kiểu khí hậu như ôn đới ở Pháp là ưu việt hơn những nơi khác. Ông cho rằng người xứ nóng thì cũng nóng nảy còn người phương bắc thì cũng lạnh như băng cho nên khí hậu Trung Âu là lý tưởng nhất.

## Danh sách các tác phẩm

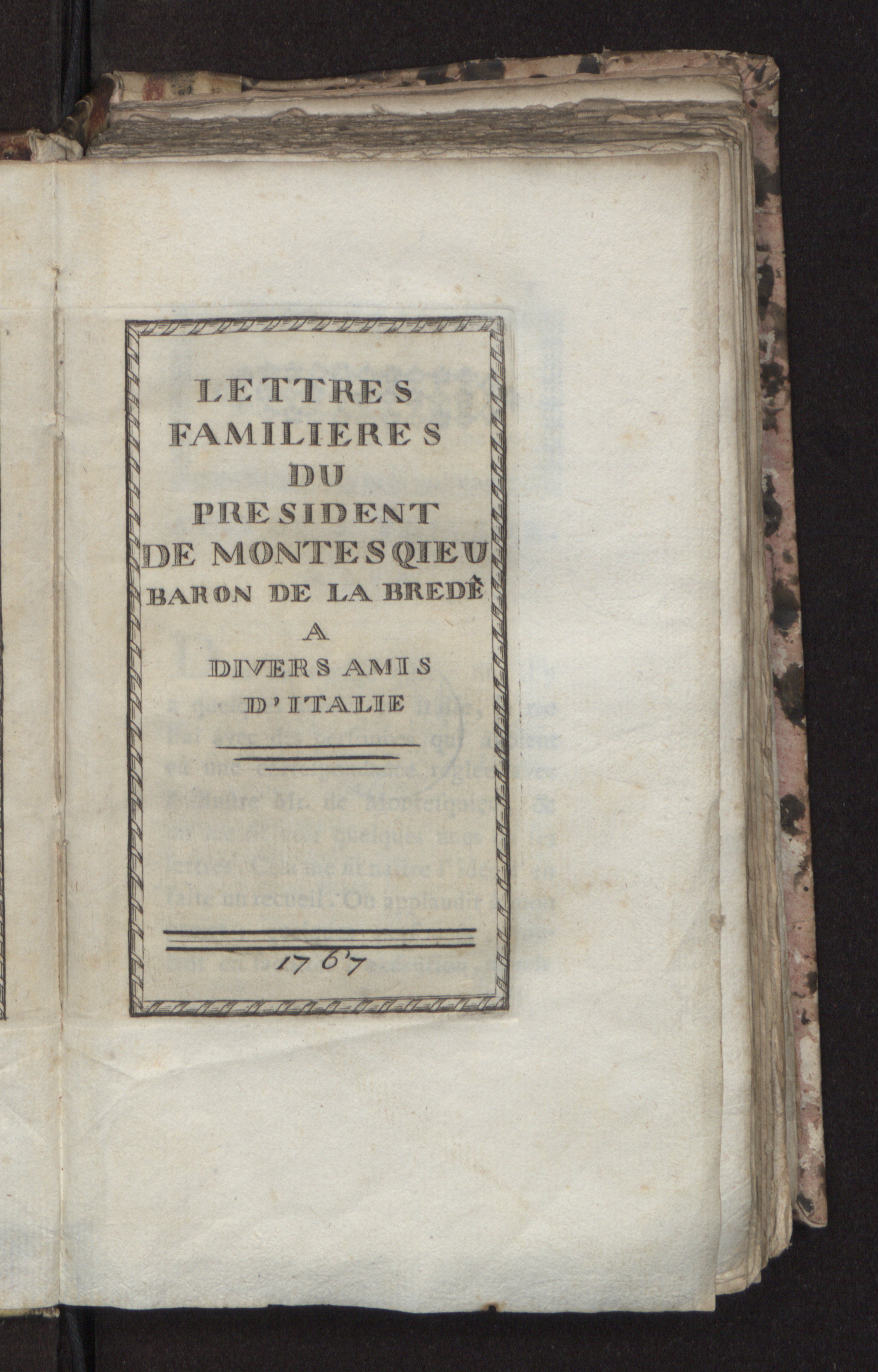
Lettres familieres a divers amis d'Italie, 1767

- Les causes de l'écho (The Causes of an Echo)
- Les glandes rénales (The Renal Glands)
- La cause de la pesanteur des corps (The Cause of Gravity of Bodies)
- La damnation éternelle des païens (The Eternal Damnation of the Pagans, 1711)
- Système des Idées (System of Ideas, 1716)
- Lettres persanes (Những bức thư Ba Tư, 1721)
- Le Temple de Gnide (The Temple of Gnide, a novel; 1724)
- Arsace et Isménie ((The True History of) Arsace and Isménie, a novel; 1730)
- Considérations sur les causes de la grandeur des Romains et de leur décadence (Considerations on the Causes of the Grandeur and Decadence of the Romans, 1734)
- De l'esprit des lois (Tinh thần Pháp luật, 1748)
- La défense de «L'Esprit des lois» (In Defence of "The Spirit of the Laws", 1748)
- Pensées suivies de Spicilège (Thoughts after Spicilège)

### Tạp chí
Boesche, Roger (1990). "Fearing Monarchs and Merchants: Montesquieu's Two Theories of Despotism". The Western Political Quarterly. Quyển 43 số 4. tr. 741–761. doi:10.1177/106591299004300405. JSTOR 448734.
Devletoglou, Nicos E. (1963). "Montesquieu and the Wealth of Nations". The Canadian Journal of Economics and Political Science. Quyển 29 số 1. tr. 1–25. JSTOR 139366.
Lutz, Donald S. (1984). "The Relative Influence of European Writers on Late Eighteenth-Century American Political Thought". American Political Science Review. Quyển 78 số 1. tr. 189–197. doi:10.2307/1961257. JSTOR 1961257.
Person, James Jr., ed., "Montesquieu" (excerpts from chap. 8). in Literature Criticism from 1400 to 1800 (Gale Publishing: 1988), vol. 7, pp. 350–352.{{Chú thích sách}}:  Quản lý CS1: nhiều tên: danh sách tác giả (liên kết) Quản lý CS1: postscript (liên kết) Quản lý CS1: tên số: danh sách tác giả (liên kết)
Tomaselli, Sylvana. "The spirit of nations". In Mark Goldie and Robert Wokler, eds., The Cambridge History of Eighteenth-Century Political Thought (Cambridge: Cambridge University Press, 2006). tr. 9–39.

### Sách
Althusser, Louis, Politics and History: Montesquieu, Rousseau, Marx (London and New York, NY: New Left Books, 1972).
Auden, W. H.; Kronenberger, Louis, The Viking Book of Aphorisms (New York, NY: Viking Press, 1966).
Balandier, Georges, Political Anthropology (London: Allen Lane, 1970).
Berman, Ric (2012), The Foundations of Modern Freemasonry: The Grand Architects—Political Change and the Scientific Enlightenment, 1714–1740 (Eastbourne: Sussex Academic Press, 2012).{{Chú thích}}:  Quản lý CS1: ref trùng mặc định (liên kết)
Pangle, Thomas, Montesquieu's Philosophy of Liberalism (Chicago, IL: University of Chicago Press, 1973).
Pocock, D. F., Social Anthropology (London and New York, NY: Sheed and Ward, 1961).
Ransel, David L., The Politics of Catherinian Russia: The Panin Party (New Haven, CT: Yale University Press, 1975).
Schaub, Diana J., Erotic Liberalism: Women and Revolution in Montesquieu's 'Persian Letters' (Lanham, MD: Rowman & Littlefield, 1995).
Shackleton, Robert, Montesquieu; a Critical Biography (Oxford: Clarendon Press, 1961).
Shklar, Judith, Montesquieu (Oxford Past Masters series). (Oxford and New York, NY: Oxford University Press, 1989).
Spurlin, Paul M., Montesquieu in America, 1760–1801 (Baton Rouge: Louisiana State University Press, 1941; reprint, New York: Octagon Books, 1961).